# Kāneʻohe
Kāneʻohe — CDP w Stanach Zjednoczonych w stanie Hawaje. Znajduje się na wyspie Oʻahu, zamieszkuje go 34 970 osób. Leży na wschodnim wybrzeżu wyspy. Położone blisko miasta Kahului.